# Ștefan Imreh
Ștefan Imreh (n. 12 septembrie 1919, Sâncraiu, România – d. 31 ianuarie 2003, Cluj-Napoca, România) a fost istoric și cadru didactic universitar de etnie maghiară din România.  

## Studii
Studiile preuniversitare le-a efectuat la Cluj și Brașov, iar studiile universitare la Cluj între 1940-1944. A devenit doctor în istorie în anul 1944. 

## Viața și activitatea
În cadrul activității profesionale, Ștefan Imreh s-a făcut remarcat drept fiind cercetător științific la Institutul de Istorie din Cluj între anii 1949-1969 și conferențiar la Universitatea Babeș-Bolyai din 1959. În cadrul studiilor sale, acesta a aplicat metode moderne de investigație prin participarea la elaborarea unor importante lucrări de sinteză.   

## Publicații
Organizarea satului secuiesc în sec. XVII-XIX, București, 1973. 
Contribuții la studiul agriculturii transilvănene (1570-1610) (partea II), în Acta Musei Napocensis: ActaMN, VI, editura Muzeul de Istorie Cluj, Cluj-Napoca, 1969, p. 187-209. 
Un nou izvor pentru cunoașterea vieții satului din Transilvania la sfârșitul secolului al XVIII-lea, în Acta Musei Napocensis: ActaMN, V, editura Muzeul de Istorie Cluj, Cluj-Napoca, 1968, p. 215-226. 
Contribuții la studiul agriculturii transilvănene (1570-1610, în Acta Musei Napocensis: ActaMN, IV, editura Muzeul de Istorie Cluj, Cluj-Napoca, 1967, p. 153-185. 
Contribuții la problema utilizării forței de muncă a iobagilor (1789-1792), în AIIC VIII, 1965, p. 127-172.  
Gospodăria alodială în Secuime în epoca destrămării feudalismului, București, 1956. 
Despre începuturile capitaliste din Transilvania în prima jumătate a secolului al XIX-lea, București, 1955.  
Legile Rurale secuiești, Cluj, 1947.